# سیارک ۱۰۴۵۳
سیارک ۱۰۴۵۳ (به انگلیسی: 10453 Banzan، نامگذاری:1977DY3) ده هزار و چهارصد و پنجاه و سومین سیارک کشف شده‌است که در ۱۸ فوریه ۱۹۷۷ کشف شد.
قدر مطلق سیارک برابر ۳۲٫۳ است.